# 阿波おどり 鳴門の海賊
『阿波おどり 鳴門の海賊』（あわおどり なるとのかいぞく）は、東映製作・配給、1957年（昭和32年）8月6日に公開された日本の長篇劇映画である。
東宝映画（現在の東宝）が製作し、マキノ正博（マキノ雅弘）が監督し、1941年（昭和16年）5月21日に公開した『阿波の踊子』のセルフリメイク版である。

## キャスト
- 大友柳太朗（帰って来た男）
- 藤田進（髯先生）
- 徳大寺伸（尺八先生）
- 時田一男（道八旦那）
- 丘さとみ（お光）
- 千原しのぶ（お市）
- 永田靖（広幡平左衛門）
- 沢村宗之助（権蔵）
- 吉田義夫（海上丸船長）
- 水野浩（市野仁右衛門）
- 内海突破（でこ廻し）
- 山内八郎（でこ廻し）
- 星美智子（おます）
- 赤木春恵（おきよ）
- 五味恵子（おしげ）
- 鳳衣子（蔦）
- 人見寛（百姓の伜）
- 和泉多衣子（百姓の女房）
- 月形哲之介（向山陣内）
- 尾上華丈（阿波屋徳兵衛）
- 梅沢昇（爺や）
- 中村時之介（家老の用人）
- 那須伸太朗（家老邸の侍）
- 団徳麿（牢番）
- 東日出雄（権藤の仔分）
- 島田秀雄（権藤の仔分）
- 桜村直次郎（船大工）
- 舟津進（家老邸の仲間）
- 小金井修（家老邸の仲間）
- 国一太郎（家老邸の仲間）
- 清川荘司（十郎兵衛）
- 藤原勝（漁師）

## 製作
企画は当時の企画部長・辻野力彌（辻野力弥）と製作部長・岡田茂。キャスティングも全て二人で決めたが、丘さとみの起用に当時の東映社長・大川博が自身の顔は棚に上げて、「丸顔だから嫌い。他の女優にしろ」と指示した。マキノは「それでは辻野と岡田の立場がない」と、元々、大川が嫌いだったマキノは「丘を起用しないならわしは降りる」「丘が悪く見えたらわしが丘を他社に連れて行く」と啖呵を切った。これが効いて一件落着し、予定通り製作されることになった。このような事情で阿波おどりの稽古にはマキノが自腹で先斗町の芸者衆を呼び、酒抜き、料理抜きで、丘を始め、大友柳太朗、千原しのぶの特訓を行った。また中村錦之助や東千代之介ら、若手が丘を応援した。丘は好演し、その後もマキノ作品で、錦之助や大川橋蔵の相手役を多く務め、丸顔の愛くるしい容姿と健康的なキャラクターで「東映城のお姫さま」と呼ばれるようになった。また1962年東映を退社しフリーになった後も、テレビドラマでも大きな人気を得た。本作が公開された後、マキノ雅弘の弟・マキノ光雄（当時東映専務）が病に倒れ、見舞いに駆け付けた雅弘に光雄が「兄貴、オレなァ死ぬかも分からん、兄貴に東映の若い役者を育ててほしい。兄貴には契約せんかてええさかい、東映に居てほしいんや」との遺言を残し、雅弘が「よし、やったる」と答えて間もなく光雄は世を去った。
尚、マキノは中村錦之助を主演にイメージしていたが脚色された台本を読んだ大友柳太朗が主役を横取りしたと自著に記している“当時は大友柳太朗の方が中村錦之助より格上だったから逆らえなかった”

## 関連事項
- 阿波の踊子 - オリジナル版